# Ymir (mjesec)
Ymir (također Saturn XIX) je prirodni satelit planeta Saturn. Vanjski nepravilni satelit iz Nordijske grupe s oko 18 kilometara u promjeru i orbitalnim periodom od 1315.14 dana. Od svih Saturnovih mjeseca kojima trebaju više od 3 zemaljske godine za orbitu oko Saturna, Ymir je najveći.